# 화성중학교
화성중학교(華城中學校)는 대한민국 경기도 화성시 향남읍 장짐리에 있는 사립 중학교이다.

## 학교 연혁
- 1949년 5월 18일 : 팔탄고등공민학교 설립
- 1952년 8월 13일 : 초대 이풍 이사장 취임
- 1953년 8월 19일 : 화성여자중학교 설립인가
- 1953년 10월 12일 : 초대 이강훈 교장 취임
- 1974년 6월 6일 : 제4대 최정호 이사장 취임
- 1975년 3월 1일 : 학교법인 백련학원으로 정관 변경
- 1975년 3월 1일 : 화성여자중학교로 학칙 변경
- 2004년 3월 1일 : 화성중학교로 학칙 변경(남/여 공학으로 변경)
- 2022년 9월 1일 : 제13대 김이아 교장 취임
- 2024년 1월 5일 : 제71회 졸업 (졸업생 누계 11,608명)

## 참고 자료
- 화성중학교 - 한국교육학술정보원 학교알리미